# Delma (Vorname)
Delma ist ein zumeist weiblicher Vorname.

## Herkunft und Bedeutung
Der Name wird zumeist im Irischen und Englischen verwendet und ist die Kurzform von Fidelma.

## Bekannte Namensträgerinnen
- Delma Gonçalves, genannt Pretinha (* 1975), brasilianische Fußballspielerin

## Bekannte Namensträger
- Delma Banks (* 1958), US-Amerikaner, der des Mordes verdächtig wurde